# Клеристория
Клеристория (на английски: clerestory, clearstory или overstorey) – е термин от западноевропейската архитектура, който обозначава стена с големи прозорци, издигащи се над останалата част от сградата. Служи за естествено осветление и/или вентилация.

Конструктивно клеристориите са съществували още в Древен Египет. Съгласно вещи мнения, клеристория е имал и Соломоновия храм. Широко разпространение намират в сгради от тип базилика, започвайки от Древен Рим. В кръстокуполните църкви същата функция се изпълнява от тамбура. В Скандинавия се използва тип покрив наричан на шведски: Säteritak, който се явява също вид клеристория.
- Голямата хипостилна зала в староегипетския храм в Карнак с решетъчни прозорци (края на 14/ началото на 13 век пр.н.е.)
- Модел на град Мегидо (10 век пр. Н. Е.). Могат да се видят много сгради от тип базилика с извисяваща се средна част.
- Форум и базилика в Бирса (Картаген) (края на 2 век)
- Преображенската катедрала в Переславъл Залески (1152 г).